# II. Szixtusz pápa

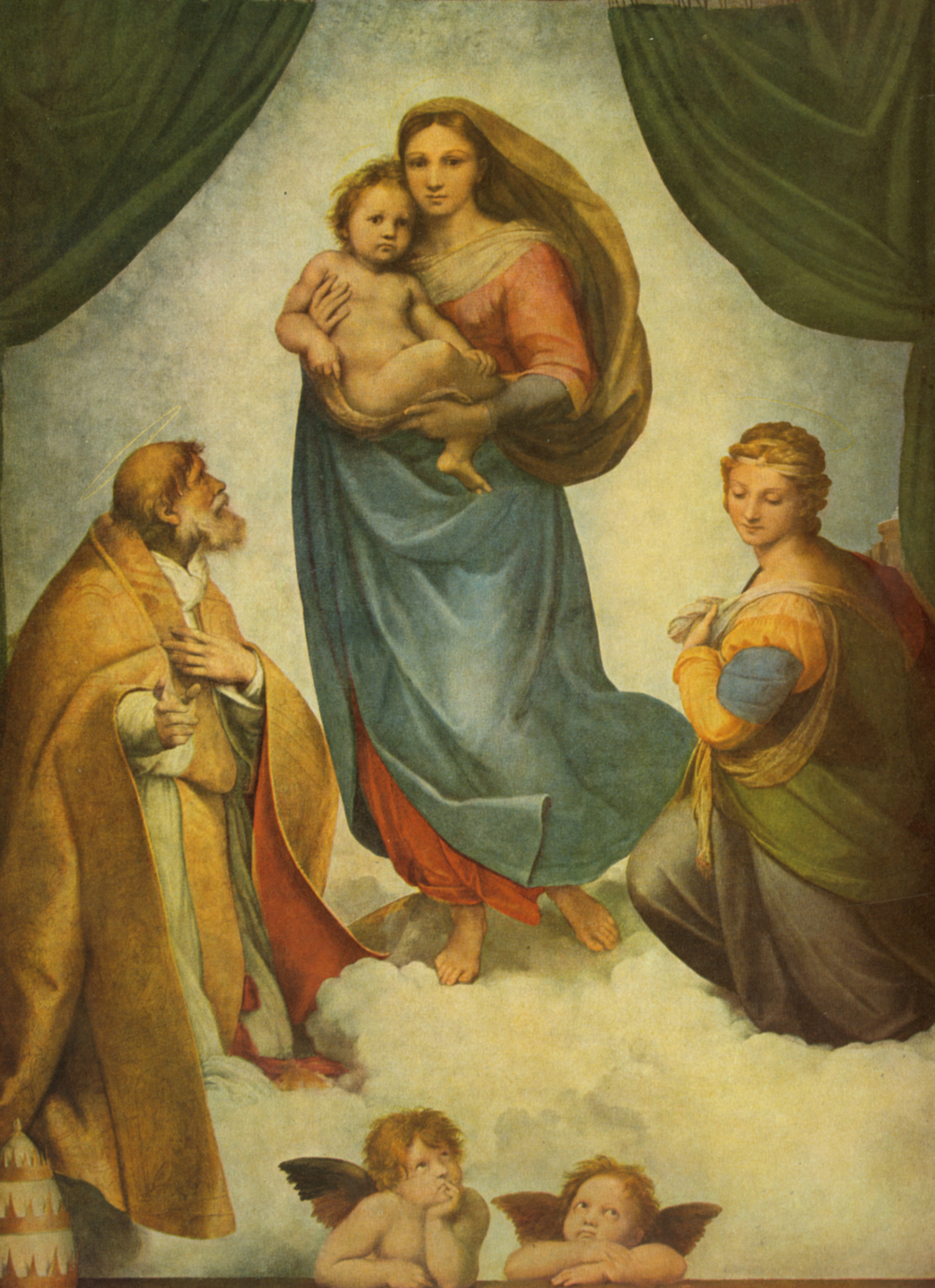
Raffaello Sanzio: Sixtusi Madonna. II. Sixtus pápa és Szent Borbála hódol Mária előtt.

Szent II. Szixtusz (latinul: Sixtus) (kb. 215 – 258. augusztus 6.) a 24. római püspök. Pontifikátusa 257. augusztus 30-án kezdődött, és kevesebb mint egy év múltán ért véget. A források szerint görög származású volt.

## Élete
Békét hozó pápaként is emlegették korának politikusai, teológusai. Ugyanis II. Szixtusz szakított elődjeinek politikájával, és elfogadta Szent Cyprianus elveit, miszerint azoknak, akik hitüket megtagadták az üldöztetések során, újra meg kell keresztelkedniük. A megtért eretnekek ilyen formájú befogadásával kibékítette a római klérust a keleti egyházakkal. Azonban ez kevésnek bizonyult ahhoz, hogy Novatianus is lemondjon ellenpápaságáról.
A hagyomány neki tulajdonítja a lelki tökéletességről szóló neoplatonista maximák gyűjteményét. (Ezeket szokás úgy emlegetni, mint Sixtus mondásait). Ez azonban nincs kellő történelmi bizonyítékokkal alátámasztva.
Uralkodásának ideje alatt adta ki Valerianus császár első keresztényellenes törvényeit. Ez alapján a császári erők augusztus 6-án elfogták II. Szixtuszt és négy diakónusát, és lefejezték őket. A keresztény egyházon belül egy népszerű pápa uralkodása ért ezzel véget. Vértanúságának emléknapját augusztus 7-én tartják.

## Művei
- Documenta Catholica Omnia (latin nyelven). [2017. március 23-i dátummal az eredetiből archiválva]. (Hozzáférés: 2011. december 6.)